# Robert Duvall
Robert Selden Duvall (San Diego, 5 de janeiro de 1931) é um ator, produtor e cineasta norte-americano. Foi indicado a sete Oscars (vencendo um por sua atuação em Tender Mercies), seis Globos de Ouro (quatro vitórias), e tem várias indicações e uma vitória cada uma no prêmio BAFTA, o Screen Actors Guild Award, e dois Emmys, além de receber a Medalha Nacional de Artes em 2005. Já atuou em alguns dos filmes: O Sol É para Todos, Bravura Indômita, M.A.S.H., THX 1138, O Poderoso Chefão, A Crista do Diabo, A Conversação, O Poderoso Chefão 2, Network – Rede de Intrigas, Apocalypse Now, A Força do Carinho, The Natural, As Cores da Violência, Lonesome Dove, Um Dia de Fúria, O Apóstolo, Get Low e séries de televisão mais aclamados e populares de todos os tempos: Além da Imaginação, A Quinta Dimensão e Viagem ao Fundo do Mar.
Começou a aparecer no teatro durante o final da década de 1950, movendo-se para papéis na televisão e cinema no início da década de 1960, atuando como Boo Radley em To Kill a Mockingbird (1962) e aparecendo em Captain Newman, M.D. (1963). Atuou muitos de seus papéis mais famosos durante o início da década de 1970, como o Major Frank Burns, na comédia de sucesso MASH (1970) e o papel principal em THX 1138 (1971), assim como a adaptação do romance de William Faulkner Tomorrow (1972), de Horton Foote, desenvolvido no Actors Studio, sua associação pessoal de cinema favorita. Isto foi seguido por uma série de apresentações criticamente louvadas em filmes bem sucedidos comercialmente.
Desde então, Duvall continuou a atuar no cinema e na televisão com produções como Tender Mercies (1983), The Natural (1984), Colors (1988), a minissérie Dove Lonesome (1989), Stalin (1992), The Man Who Captured Eichmann (1996), Segredo de Família (1996), O Apóstolo (1997), A Qualquer Preço (1998), Deuses e Generais (2003), Rastro Perdido (2006), e Get Low (2010).

## Início de vida
Duvall nasceu em San Diego, na Califórnia, filho de Mildred Virginia (nascida Hart), uma atriz amadora, e William Howard Duvall, um almirante da Marinha dos Estados Unidos nascido na Virgínia. Tem ascendência inglesa, e uma linhagem franco-huguenote, alemã, escocesa, suíço-alemã, e galesa em menor grau. Sua mãe era uma parente do general da Guerra Civil Americana Robert E. Lee e membro da família Lee da Virgínia, enquanto seu pai era descendente do colono Mareen Duvall. Duvall foi criado na religião Ciência Cristã e afirmou que, embora seja sua crença, ele não vai à igreja. Cresceu principalmente em Annapolis, Maryland, local da Academia Naval dos Estados Unidos. Ele lembrou: "Eu era um pirralho da Marinha. Meu pai começou na Academia, quando tinha 16 anos, tornou-se Capitão aos 39 e se aposentou como Almirante". Estudou na Severn School em Severna Park, Maryland e a The Principia em Saint Louis, Missouri. Graduou-se, em 1953, na Principia College, em Elsah, Illinois.
Duvall serviu o Exército dos Estados Unidos durante a Guerra da Coreia, de 19 de agosto de 1953 a 20 de agosto de 1954, deixando como Soldado de Primeira Classe. Em 1984 ele explicou: "Isso trouxe alguma confusão na imprensa. Têm algumas histórias em que estou atirando com os comunistas através de uma trincheira durante a batalha de Chosin, como se estivesse em Pork Chop Hill. Inferno, estava mal qualificado com formação básica e um fuzil M-1". Quando postado em Camp Gordon (mais tarde renomeada Fort Gordon) na Geórgia, Duvall atuou em uma produção amadora da comédia "Room Service" na vizinha Augusta, Geórgia.
No inverno de 1955, Duvall iniciou estudos na escola de teatro Neighborhood Playhouse em Nova Iorque, onde em 1957 frequentou as aulas de Meisner Sanford. Estava lá há dois anos. Dustin Hoffman, Gene Hackman e James Caan estavam entre seus colegas de classe, eles se conheceram em seus anos iniciais com atores. Enquanto trabalhava para se tornar ator, trabalhou como funcionário dos correios de Manhattan. Em 1955, Duvall vivia com Hoffman em um apartamento de Nova Iorque, enquanto eles estavam estudando na The Neighborhood Playhouse. Por esta altura, também dividiam os cômodos com Hackman, enquanto trabalhava na Macy's, e com correspondências na agência dos Correios e dirigia um caminhão. Os três colegas de quarto, desde então, ganharam dezoito indicações ao Oscar, com cinco vitórias.

## Filmografia[12]
A filmografia parcial do ator com filmes, séries e aparições na televisão incluí:
| Ano  | Título original                 | Título em português               | Personagem                              | Episódio                                          |
| ---- | ------------------------------- | --------------------------------- | --------------------------------------- | ------------------------------------------------- |
| 1961 | Route 66                        | Rota 66                           | Roman                                   | #T01E25 - The Newborn                             |
| 1961 | Route 66                        | Rota 66                           | Arnie                                   | #T02E04 - Birdcage on My Foot                     |
| 1963 | Route 66                        | Rota 66                           | Lee Winters                             | #T31E18 - Suppose I Said I Was the Queen of Spain |
| 1962 | To Kill a Mockingbird           | O Sol É para Todos                | Arthur 'Boo' Radley                     |                                                   |
| 1963 | Captain Newman, M.D.            | Pavilhão 7                        | Capt. Paul Cabot Winston                |                                                   |
| 1963 | The Twilight Zone               | Além da Imaginação                | Charley Parkes                          | #T04E08 - Miniature                               |
| 1963 | The Golden Door                 | O Homem de Virgínia               | Johnny Keel                             | #T01E24 - The Golden Door                         |
| 1964 | The Outer Limits                | A Quinta Dimensão                 | Louis Mace                              | #T01E31 - "The Chameleon"                         |
| 1964 | The Outer Limits                | A Quinta Dimensão                 | Adam Ballard                            | #T02E10 - The Inheritors: Part I                  |
| 1964 | The Outer Limits                | A Quinta Dimensão                 | Adam Ballard                            | #T02E11 - The Inheritors: Part II                 |
| 1965 | Combat!                         | Combate                           | Karl                                    | #T03E16 - The Enemy                               |
| 1966 | Combat!                         | Combate                           | Peter Halsman                           | #T05E14 - Cry for Help                            |
| 1967 | Combat!                         | Combate                           | Michel                                  | #T05E25 - The Partisan                            |
| 1965 | Voyage to the Bottom of the Sea | Viagem ao Fundo do Mar            | Zar                                     | #T01E20 - Os Invasores                            |
| 1965 |                                 | The F.B.I.                        | Joseph Maurice Walker                   | #T01E10 - The Giant Killer                        |
| 1966 | Johnny Albin                    | The F.B.I.                        | #T02E05 - The Scourage                  |                                                   |
| 1967 | Ernie Milden                    | The F.B.I.                        | #T02E25 - The Executioners: Part 1      |                                                   |
| 1968 | Joseph Troy                     | The F.B.I.                        | #T04E09 - The Harvest                   |                                                   |
| 1969 | Gerald Wilson                   | The F.B.I.                        | #T05E02 - Nightmare Road                |                                                   |
| 1966 | The Chase                       | A Caçada Humana                   | Edwin Stewart                           |                                                   |
| 1967 | The Time Tunnel                 | O Túnel do Tempo                  | Nimo                                    | #T1E24 - Perseguição pelo Tempo                   |
| 1968 | Countdown                       | No Assombroso Mundo da Lua        | Chiz                                    |                                                   |
| 1968 | The Detective                   | O Detetive                        | Nestor                                  |                                                   |
| 1968 | Bullitt                         | Bullitt                           | Weissberg                               |                                                   |
| 1969 | True Grit                       | Bravura Indômita                  | Ned Pepper                              |                                                   |
| 1969 | The Rain People                 | Caminhos Mal Traçados             | Gordon                                  |                                                   |
| 1970 | MASH                            | M.A.S.H.                          | Frank Burns                             |                                                   |
| 1970 | The Revolutionary               | O Revolucionário                  | Despard                                 |                                                   |
| 1971 | Lawman                          | Mato... Em Nome Da Lei            | Vernon Adams                            |                                                   |
| 1971 | THX 1138                        | THX 1138                          | THX                                     |                                                   |
| 1972 | Joe Kidd                        | A Crista do Diabo                 | Frank Harlan                            |                                                   |
| 1972 | Tomorrow                        |                                   | Jackson Fentry                          |                                                   |
| 1972 | The Godfather                   | O Poderoso Chefão                 | Tom Hagen                               |                                                   |
| 1973 | The Outfit                      | A Quadrilha                       | Earl Macklin                            |                                                   |
| 1974 | The Conversation                | A Conversação                     | O Diretor                               |                                                   |
| 1974 | The Godfather: Part II          | O Poderoso Chefão 2               | Tom Hagen                               |                                                   |
| 1975 | Breakout                        | Fuga Audaciosa                    | Jay Wagner                              |                                                   |
| 1976 | The Seven-Per-Cent Solution     | Visões de Sherlock Holmes         | Doutor Watson                           |                                                   |
| 1976 | Network                         | Network – Rede de Intrigas        | Frank Hackett                           |                                                   |
| 1976 | The Eagle Has Landed            | A Águia Pousou                    | Coronel Max Radl                        |                                                   |
| 1979 | Apocalypse Now                  | Apocalypse Now                    | Tenente-coronel Bill Kilgore            |                                                   |
| 1979 | The Great Santini               | O Grande Santini                  | Bull Meechum                            |                                                   |
| 1981 | True Confessions                | Confissões Verdadeiras            | Thomas Spellacy                         |                                                   |
| 1983 | Tender Mercies                  | A Força do Carinho                | Max Sledge                              |                                                   |
| 1984 | The Natural                     | Um Homem Fora de Série            | Max Mercy                               |                                                   |
| 1986 | The Lightship                   | Ataque em Alto-Mar                | Calvin Caspary                          |                                                   |
| 1988 | Colors                          | As Cores da Violência             | Oficial Bob Hodges                      |                                                   |
| 1989 | Lonesome Dove                   | Os Pistoleiros do Oeste           | Augustus McCrae                         |                                                   |
| 1990 | The Handmaid's Tale             | A Decadência de uma Espécie       | The Commander                           |                                                   |
| 1990 | Days of Thunder                 | Dias de Trovão                    | Harry Hogge                             |                                                   |
| 1991 | Rambling Rose                   | As Noites de Rose                 | Papai Hillyer                           |                                                   |
| 1992 | Newsies                         | Extra! Extra!                     | Joseph Pulitzer                         |                                                   |
| 1992 | Stalin                          | Stalin                            | Josef Stalin                            |                                                   |
| 1993 | Geronimo: An American Legend    | Gerônimo: Uma Lenda Americana     | Al Sieber                               |                                                   |
| 1993 | Wrestling Ernest Hemingway      | Recordações                       | Walter                                  |                                                   |
| 1993 | Falling Down                    | Um Dia de Fúria                   | Prendergast                             |                                                   |
| 1994 | Sling Blade                     | Na Corda Bamba                    | Karl's father                           |                                                   |
| 1995 | The Stars Fell on Henrietta     | As Estrelas de Henrietta          | Mr. Cox                                 |                                                   |
| 1995 | The Scarlet Letter              | A Letra Escarlate                 | Roger Chillingworth                     |                                                   |
| 1996 | A Family Thing                  | Segredo de Família                | Earl Pilcher Jr.                        |                                                   |
| 1996 | Phenomenon                      | Fenômeno                          | Doc Brunder                             |                                                   |
| 1996 | The Man Who Captured Eichmann   | O Homem que capturou Eichmann     | Adolf Eichmann                          |                                                   |
| 1997 | The Apostle                     | O Apóstolo                        | Euliss 'Sonny' Dewey - The Apostle E.F. |                                                   |
| 1998 | The Gingerbread Man             | Até Que a Morte nos Separe        | Dixon Doss                              |                                                   |
| 1998 | Deep Impact                     | Impacto Profundo                  | Capitão Spurgeon "Fish" Tanner          |                                                   |
| 1998 | A Civil Action                  | A Qualquer Preço                  | Jerome Facher                           |                                                   |
| 2000 | Gone in Sixty Seconds           | 60 Segundos                       | Otto Halliwell                          |                                                   |
| 2000 | The 6th Day                     | O Sexto Dia                       | Dr. Griffin Weir                        |                                                   |
| 2000 | A Shot at Glory                 | A Um Passo da Glória              | Gordon McLeod                           |                                                   |
| 2002 | John Q                          | Um Ato de Coragem                 | Tenente Frank Grimes                    |                                                   |
| 2002 | Assassination Tango             | O Tango e o Assassino             | John J. Anderson                        |                                                   |
| 2003 | Gods and Generals               | Deuses e Generais                 | Gen. Robert E. Lee                      |                                                   |
| 2003 | Open Range                      | Pacto de Justiça                  | Boss Spearman                           |                                                   |
| 2003 | Secondhand Lions                | Lições Para Toda a Vida           | Hub                                     |                                                   |
| 2005 | Kicking & Screaming             | Papai Bate um Bolão               | Buck Weston                             |                                                   |
| 2005 | Thank You for Smoking           | Obrigado por Fumar                | Doak "The Captain" Boykin               |                                                   |
| 2006 | Broken Trail                    | Rastro Perdido                    | Prentice "Print" Ritter                 |                                                   |
| 2007 | Lucky You                       | Bem-Vindo ao Jogo                 | Mr. Cheever                             |                                                   |
| 2007 | We Own the Night                | Os Donos da Noite                 | Burt Grusinsky                          |                                                   |
| 2008 | Four Christmases                | Surpresas do Amor                 | Howard                                  |                                                   |
| 2009 | The Road                        | A Estrada                         | Ely, o Velho Homem                      |                                                   |
| 2009 | Crazy Heart                     | Coração Louco                     | Wayne                                   |                                                   |
| 2009 | Get Low                         | Segredos de um Funeral            | Felix Bush                              |                                                   |
| 2011 | Seven Days in Utopia            | Utopia - O Caminho para a Vitória | Johnny Crawford                         |                                                   |
| 2012 | Jack Reacher                    | Jack Reacher - O Último Tiro      | Cash                                    |                                                   |
| 2012 | Hemingway & Gellhorn            | Hemingway & Martha                | General Petrov                          |                                                   |
| 2012 | Jayne Mansfield's Car           | O Carro de Jayne Mansfield        | Jim Caldwell                            |                                                   |
| 2014 | A Night in Old Mexico           | Uma Noite no México               | Red Bovie                               |                                                   |
| 2014 | The Judge                       | O Juiz                            | Juiz Joseph Palmer                      |                                                   |
| 2018 | Widows                          | As Viúvas                         | Tom Mulligan                            |                                                   |
| 2018 | The Pale Blue Eye               | O Pálido Olho Azul                | Jean Pepe                               |                                                   |

### Videogame
| Ano  | Título                  | Personagem      |
| ---- | ----------------------- | --------------- |
| 2006 | The Godfather: The Game | Tom Hagen (voz) |

## Principais prêmios e indicações

#### Oscar
| Ano  | Categoria               | Filme             | Resultado |
| ---- | ----------------------- | ----------------- | --------- |
| 1973 | Melhor Ator Coadjuvante | The Godfather     | Indicado  |
| 1980 | Melhor Ator Coadjuvante | Apocalypse Now    | Indicado  |
| 1981 | Melhor Ator             | The Great Santini | Indicado  |
| 1984 | Melhor Ator             | Tender Mercies    | Venceu    |
| 1998 | Melhor Ator             | The Apostle       | Indicado  |
| 1999 | Melhor Ator Coadjuvante | A Civil Action    | Indicado  |
| 2015 | Melhor Ator Coadjuvante | The Judge         | Indicado  |

#### Globo de Ouro
| Ano  | Categoria                          | Filme          | Resultado |
| ---- | ---------------------------------- | -------------- | --------- |
| 1980 | Melhor Ator Coadjuvante em Cinema  | Apocalypse Now | Venceu    |
| 1984 | Melhor Ator em Cinema - Drama      | Tender Mercies | Venceu    |
| 1990 | Melhor Ator em Minissérie ou Filme | Lonesome Dove  | Venceu    |
| 1993 | Melhor Ator em Minissérie ou Filme | Stalin         | Venceu    |
| 1999 | Melhor Ator Coadjuvante em Cinema  | A Civil Action | Indicado  |
| 2007 | Melhor Ator em Minissérie ou Filme | Broken Trail   | Indicado  |
| 2015 | Melhor Ator Coadjuvante em Cinema  | The Judge      | Indicado  |

#### BAFTA
| Ano  | Categoria               | Filme          | Resultado |
| ---- | ----------------------- | -------------- | --------- |
| 1973 | Melhor Ator Coadjuvante | The Godfather  | Indicado  |
| 1976 | Melhor Ator Coadjuvante | Network        | Indicado  |
| 1980 | Melhor Ator Coadjuvante | Apocalypse Now | Venceu    |

#### SAG Awards
| Ano  | Categoria                          | Filme                         | Resultado |
| ---- | ---------------------------------- | ----------------------------- | --------- |
| 1997 | Melhor Ator em Minissérie ou Filme | The Man Who Captured Eichmann | Indicado  |
| 1998 | Melhor Ator Principal              | The Apostle                   | Indicado  |
| 1999 | Melhor Ator Coadjuvante            | A Civil Action                | Venceu    |
| 2007 | Melhor Ator em Minissérie ou Filme | Broken Trail                  | Indicado  |
| 2011 | Melhor Ator Principal              | Get Low                       | Indicado  |
| 2015 | Melhor Ator Coadjuvante            | The Judge                     | Indicado  |